# استقصاء (بحث بشري)

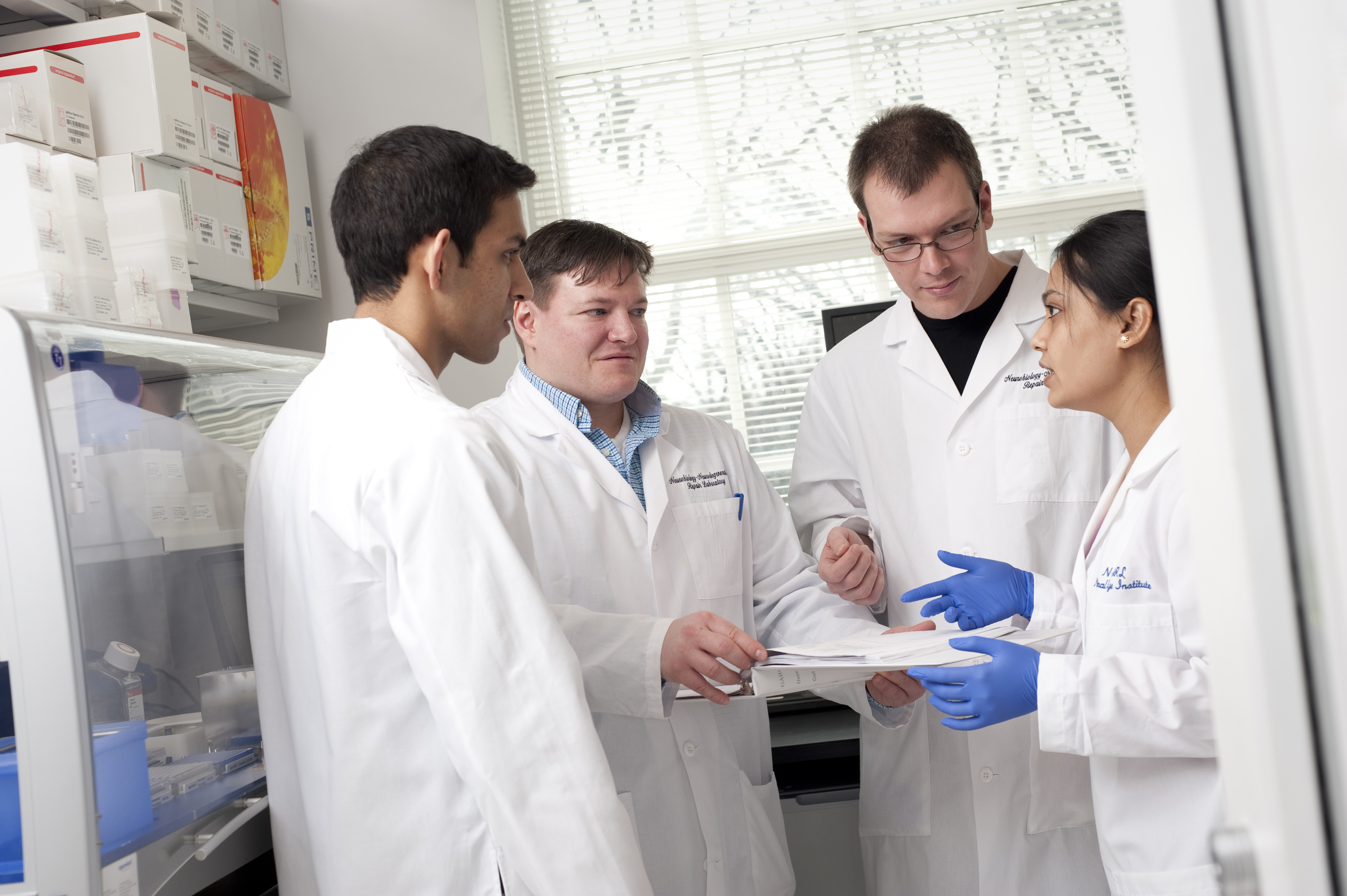

الاستقصاء أو سبر أو استكشاف هو قائمة من الأسئلة يهدف منها استخراج بيانات محددة من مجموعة معينة من الأشخاص، ويُستخدم في الدراسات التي تستهدف عناصر بشرية. يمكن إجراء الاستطلاعات عن طريق الهاتف، أو البريد، أو عبر الإنترنت، وأحيانًا وجهًا لوجه في زوايا الشوارع المزدحمة، أو في مراكز التسوق. تُستخدم الدراسات الاستقصائية لزيادة المعرفة في مجالات مثل البحوث الاجتماعية والديموغرافيا.
غالبًا ما تُستخدم البحوث الاستقصائية لتقييم الأفكار والآراء والمشاعر. يمكن أن تكون الدراسات الاستقصائية محددة ومحدودة، أو يمكن أن يكون لها أهداف عالمية واسعة النطاق. غالبًا ما يستخدم علماء النفس وعلماء الاجتماع الدراسات الاستقصائية لتحليل السلوك، بينما تُستخدم أيضًا لتلبية الاحتياجات الأكثر براغماتية لوسائل الإعلام، مثل تقييم المرشحين السياسيين، ومسؤولي الصحة العامة، والمنظمات المهنية، ومديري الإعلان والتسويق. كما تُستخدم البحوث الاستقصائية في مختلف المجالات الطبية والجراحية لجمع المعلومات حول أنماط تصرف العاملين في الرعاية الصحية، والمواقف المهنية تجاه مختلف المشاكل والأمراض السريرية. يشمل اختصاصيو الرعاية الصحية الذين قد يُسجلوا في الدراسات الاستقصائية الأطباء، والممرضين، والمعالجين الفيزيائيين، وغيرهم. يتكون الاستقصاء من مجموعة من الأسئلة محددة سلفًا تُقدم إلى العينة البحثية. باستخدام عينة تمثيلية، أي عينة تمثل المجموعة الأكبر التي ينصب عليها الاهتمام، يمكن للمرء أن يصف مواقف المجموعة السكانية التي تنتمي إليها العينة. علاوة على ذلك، يمكن مقارنة مواقف مجموعات سكانية مختلفة، وكذلك البحث عن التغييرات في المواقف مع مرور الوقت. اختيار العينة الجيد هو مفتاح البحث الجيد، لأنه يسمح بتعميم النتائج المُستخرجة من العينة على المجموعة السكانية الشاملة، وهذا هو الغرض الرئيسي من الأبحاث الاستقصائية.

## الأنواع

### التعداد
التعداد هو إجراء للحصول على معلومات حول أفراد مجموعة سكانية معينة وتسجيلها بشكل ممنهج. وهو عبارة عن إعلان عدد أفراد مجموعة سكانية معينة بشكل متكرر ورسمي. يستخدم المصطلح في الغالب فيما يتعلق بالتعدادات الوطنية للسكان والمنازل؛ تشمل التعدادات الشائعة الأخرى: التعدادات الزراعية، والتجارية، والمرورية. تُعرِّف الأمم المتحدة السمات الأساسية لتعدادات السكان والمنازل بأنها «التعداد الفردي، والعالمي داخل إقليم محدد، في إطار متزامن ودوري محدد»، وتوصي بإجراء التعدادات السكانية كل 10 سنوات على الأقل.

### الاستقصاءات المنزلية الأخرى
قد تستكشف استطلاعات أخرى غير التعداد خصائص أخرى في القطاع العائلي، مثل: الخصوبة وهيكل الأسرة والديموغرافيا.
تشمل الاستقصاءات الأسرية التي يشارك فيها ما لا يقل عن 10 آلاف مشارك ما يلي:
- استقصاء عام للقطاع الأسري، أجري في المنازل خاصة في بريطانيا العظمى. إنها دراسة مقطعية متكررة، تُجرى بمعدل سنوي، وتستخدم عينة تتكون من 9731 أسرة في استطلاع عام 2006.
- استقصاء الأجيال والنوع الاجتماعي، الذي أجري في العديد من البلدان في أوروبا وكذلك أستراليا واليابان. جمع البرنامج موجة واحدة على الأقل من الدراسات الاستقصائية في 19 دولة، بمتوسط 9000 مستجيب لكل دولة.[8][9]
- استقصاء ديناميات الأسر والدخل والعمل في أستراليا، حيث تتألف الموجة الأولى من 7682 أسرة و19914 فردًا.
- الاستقصاء الأسري المتكامل، وهو مسح يتكون من عدة استقصاءات أخرى في المملكة المتحدة. وهو يشمل حوالي 340,000 مستجيب، مما يجعله أكبر مجموعة من البيانات الاجتماعية في المملكة المتحدة بعد التعداد.[10]
- الدراسة الاستقصائية الوطنية للنمو الأسري، التي أجراها في الولايات المتحدة المركز الوطني للإحصاءات الصحية التابع لمراكز السيطرة على الأمراض والوقاية منها لفهم النزعات المتعلقة بالخصوبة وهيكل الأسرة والديموغرافيا في الولايات المتحدة. قام المركز خلال الفترة من 2006-2010 باستطلاع 22682 مقابلة.[11]
- استقصاء ديناميات الدخل في الولايات المتحدة، حيث تُجمع البيانات من نفس الأسر وذريتهم منذ عام 1968. بدأت الدراسة بأكثر من 18000 فردًا ممثلين من كامل أنحاء البلاد. شارك فيه أكثر من 9000 فرد اعتبارًا من عام 2009.[12]
- الجدول الاجتماعي-الاقتصادي، وهو مجموعة بيانات طولية للسكان في ألمانيا. وهو دراسة تقوم على أساس الأسرة بدأت في عام 1984 وتستعرض أفراد الأسرة البالغين سنويًا. شملت الدراسة في عام 2007 حوالي 12000 أسرة، وجمعت البيانات من أكثر من 20000 شخص بالغ.
- الأسر في المملكة المتحدة: وهو دراسة طولية، تعرف الآن باسم فهم المجتمع. حجم العينة فيها أربعين ألف أسرة في المملكة المتحدة، أو نحو مائة ألف فرد.[13]

### استطلاعات الرأي
استطلاع الرأي هو استطلاع للرأي العام يؤخذ فيه رأي عينة معينة. عادة ما تُصمم استطلاعات الرأي لتمثيل آراء السكان من خلال طرح سلسلة من الأسئلة، ثم استقراء العموميات عن طريق نسبة، أو ضمن فواصل الثقة.

### مسوحات الرعاية الصحية
تهتم البحوث الاستقصائية الطبية، أو المتعلق بالصحة بشكل خاص بكشف الفجوات في المعرفة العملية. وهذا يعني الكشف عن أي تناقضات بين الإرشادات الدولية الموصى بها، والممارسة الطبية في الحياة الحقيقية فيما يتعلق بمرض معين أو مشكلة سريرية. بمعنى آخر، تهدف بعض المسوحات الطبية إلى استكشاف الفرق بين الممارسة المناسبة والممارسة الفعلية التي أبلغ عنها أخصائيو الرعاية الصحية. كما تُستخدم البحوث الاستقصائية الطبية لجمع المعلومات من المرضى، ومقدمي الرعاية، وحتى الجمهور بشأن القضايا الصحية ذات الصلة. في المقابل، يمكن استخدام المعلومات التي جُمعت من نتائج الاستقصاء لتحسين الأداء المهني للعاملين في الرعاية الصحية بما في ذلك الأطباء، وتطوير جودة الرعاية الصحية المُقدمة للمرضى، وإصلاح أوجه القصور الحالية في نظام تقديم الرعاية الصحية، والتثقيف الصحي المهني. علاوة على ذلك، يمكن لنتائج البحوث الاستقصائية أن تُطلع الجمهور على مجال الصحة العامة، وأن تساعد في إجراء حملات التوعية الصحية في الفئات السكانية الضعيفة، وتوجيه صناع سياسات الرعاية الصحية. هذا صحيح بشكل خاص عندما يتعامل البحث الاستقصائي مع مرض واسع الانتشار ويشكل تحديًا صحيًا على مستوى وطني أو عالمي.

## المنهجية
يتكون الاستقصاء من إجراء مسح لعينة واحدة على الأقل (أو مجتمع كامل في حالة التعداد)، وطريقة لجمع البيانات (مثل استبيان)، وأسئلة فردية أو العناصر التي ستصبح بيانات يمكن تحليلها إحصائيًا. قد يركز مسح واحد على أنواع مختلفة من الموضوعات مثل التفضيلات (مثل مرشح رئاسي)، أو الآراء (مثل هل يجب تقنين الإجهاض؟)، أو السلوك (التدخين وتعاطي الكحول)، أو المعلومات الواقعية (مثل الدخل)، اعتمادًا على الهدف منه. نظرًا لأن الأبحاث الاستقصائية تعتمد دائمًا على عينة من السكان، فإن نجاح البحث يعتمد على تمثيلية العينة للسكان المستهدفين من قبل الباحث. يمكن أن تتراوح قائمة السكان المستهدفين من عامة السكان في بلد معين، إلى مجموعات محددة من الأشخاص داخل هذا البلد، إلى قائمة العضوية في منظمة مهنية، أو قائمة الطلاب المسجلين في نظام مدرسي.

## التفسير

### العلاقة والسببية
عندما يرتبط متغيرين، أو يتصلان، يمكن أن نقوم بعمل تنبؤات بخصوص هذين المتغيرين. ومع ذلك، من المهم أن نلاحظ أن هذا الارتباط لا يعني السببية. في هذه المرحلة، لا يمكن تحديد العلاقة السببية بين المتغيرين؛ فالارتباط لا يعني السببية. ومع ذلك، فإن أدلة الارتباط مهمة لأنها يمكن أن تساعد في تحديد الأسباب المحتملة لسلوك معين. تحليل المسار هو أسلوب إحصائي يمكن استخدامه مع البيانات المترابطة. يتضمن هذا تحديد متغيرات الوسيط والرقيب. يستخدم متغير الوسيط لشرح العلاقة بين متغيرين. يؤثر متغير الرقيب في اتجاه أو قوة الارتباط بين متغيرين. العلاقة الزائفة هي علاقة يمكن فيها تفسير العلاقة بين متغيرين باستخدام متغير ثالث.